# Srednje Arto
Srednje Arto je naselje v Občini Krško.